# Espiritu Santo
Espiritu Santo (von spanisch Espíritu Santo, „Heiliger Geist“), teilweise nur Santo genannt, ist die mit einer Fläche von 3955,5 km² größte sowie auch die westlichste Insel des südpazifischen Inselstaats Vanuatu. Die Insel bildet mit der Insel Malo und einigen recht kleinen Eilanden (zum Beispiel Dany Island) zugleich die vanuatuische Provinz Sanma.

## Geschichte
Ihren Namen verdankt Santo dem Seefahrer Pedro Fernández de Quirós, der 1606 bei seiner Ankunft auf der Insel der Neuen Hebriden der irrigen Ansicht war, in Terra Australis gelandet zu sein. Er nannte die Insel deshalb La Austrialia del Espíritu Santo.
Auf der Insel befand sich im Zweiten Weltkrieg ein Flugfeld, welches unter anderem bei der Schlacht um Guadalcanal im November 1942 eine Rolle spielte und auf dem B-17 „Flying Fortress“ stationiert waren.

## Geographie, Flora und Fauna
Höchste Erhebung der Insel, wie auch Vanuatus, ist der Tabwemasana (1879 m) im gebirgigen, schwer zugänglichen Westteil der Insel. Luganville (17.719 Einwohner) im Südosten von Santo gelegen, ist nach Port Vila (48.000 Einwohner) Vanuatus zweitgrößte Stadt.
Die Wirtschaft der Insel besteht hauptsächlich aus dem Anbau von Kaffee und Kakao sowie Fischfang und in wachsendem Maße dem Tourismus, insbesondere dem Tauchtourismus.
Mit der Vatthe Conservation Area gibt es auf Espíritu Santo seit 1994 den ersten Naturschutzpark von Vanuatu. Er erschließt auf knapp 23 km² Fläche im Norden der Insel hauptsächlich tropischen Regenwald und wurde zum Schutz der Artenvielfalt eingerichtet. Zu den Arten, die auf Espírito Santo vorkommen, zählt die Baker-Fruchttaube, die von der IUCN als gefährdet eingestuft wird, sowie die Santa-Cruz-Taube, die als stark gefährdet gilt.

## Künstlerische Rezeption
- Für die Serie Pazifikgeschwader 214 wurde die Insel in Espiritos Marcos umbenannt.
- Von den Weltraumpartisanen, einer Bücherserie von Nikolai von Michalewsky, spielt ein Buch (Testakte Kolibri) auf Espíritu Santo.
- Der Fotojournalist Rick Williamson schildert in seinem Buch Tavua, der weiße Kannibale das Leben in einer Melanesiergruppe auf der Insel (Verlag Hörnig, Ludwigshafen 2007, ISBN 978-3-938921-04-3).